# Pinguicula toldensis
Pinguicula toldensis är en tätörtsväxtart som beskrevs av S. Jost Casper. Pinguicula toldensis ingår i släktet tätörter, och familjen tätörtsväxter. Inga underarter finns listade i Catalogue of Life.